# Гельзенкірхен
Гельзенкірхен (нім. Gelsenkirchen) — місто в Рурській області (нім. Ruhrgebiet) (земля Північний Рейн-Вестфалія).
Населення — понад 270 тис.
Місто в його нинішніх межах — результат декількох територіальних реформ. Завдячуючи реформам навколишні поселення і навіть великі міста, зокрема місто Buer (з 1912 районний центр), приєдналися до Гельзенкірхена (з 1926 до 1930 року місто називається Gelsenkirchen-Buer). Уже перше велике об'єднання в 1903 році збільшує населення Гельзенкірхена до 100 тис. осіб, дорівнявши його до статусу великого міста. Нині Гельзенкірхен охоплює територію 29 колишніх великих міст федеральної землі.
Відоме в Німеччині та за її межами футбольним клубом Шальке 04 та щорічними різдвяними перегонами з біатлону.

## Клімат
Місто розташоване в зоні, яка характеризується морським кліматом. Найтепліший місяць — липень із середньою температурою 17,8 °C (64 °F). Найхолодніший місяць — січень, із середньою температурою 1,7 °С (35 °F).
| Клімат Гельзенкірхена   | Клімат Гельзенкірхена | Клімат Гельзенкірхена | Клімат Гельзенкірхена | Клімат Гельзенкірхена | Клімат Гельзенкірхена | Клімат Гельзенкірхена | Клімат Гельзенкірхена | Клімат Гельзенкірхена | Клімат Гельзенкірхена | Клімат Гельзенкірхена | Клімат Гельзенкірхена | Клімат Гельзенкірхена | Клімат Гельзенкірхена |
| Показник                | Січ.                  | Лют.                  | Бер.                  | Квіт.                 | Трав.                 | Черв.                 | Лип.                  | Серп.                 | Вер.                  | Жовт.                 | Лист.                 | Груд.                 | Рік                   |
| Абсолютний максимум, °C | 15                    | 17                    | 21                    | 27                    | 28                    | 32                    | 36                    | 32                    | 32                    | 23                    | 20                    | 17                    | 36                    |
| Середній максимум, °C   | 3                     | 5                     | 9                     | 13                    | 17                    | 20                    | 22                    | 21                    | 18                    | 14                    | 8                     | 5                     | 13                    |
| Середня температура, °C | 1                     | 2                     | 5                     | 8                     | 12                    | 15                    | 17                    | 16                    | 14                    | 10                    | 5                     | 3                     | 9                     |
| Середній мінімум, °C    | 0                     | 0                     | 2                     | 4                     | 7                     | 11                    | 13                    | 12                    | 11                    | 7                     | 3                     | 2                     | 6                     |
| Абсолютний мінімум, °C  | −12                   | −12                   | −8                    | −3                    | −1                    | 3                     | 6                     | 6                     | 2                     | −5                    | −6                    | −16                   | −16                   |
| Норма опадів, мм        | 50                    | 40                    | 40                    | 40                    | 50                    | 70                    | 80                    | 70                    | 50                    | 60                    | 50                    | 60                    | 710                   |
| Днів з дощем            | 6                     | 5                     | 5                     | 5                     | 6                     | 7                     | 7                     | 7                     | 6                     | 6                     | 6                     | 7                     | 78                    |
| Вологість повітря, %    | 86                    | 84                    | 78                    | 73                    | 72                    | 74                    | 76                    | 78                    | 80                    | 83                    | 85                    | 87                    | 80                    |
| ----------------------- | --------------------- | --------------------- | --------------------- | --------------------- | --------------------- | --------------------- | --------------------- | --------------------- | --------------------- | --------------------- | --------------------- | --------------------- | --------------------- |
| Джерело: Weatherbase    |                       |                       |                       |                       |                       |                       |                       |                       |                       |                       |                       |                       |                       |